# من.کام
من.کام (معمولاً برای جلوگیری از سردرگمی به عنوان men.com شناخته می شود) یک تهیه کننده محتوای پونوگرافی اینترنتی همجنسگرایانه است. این وبسایت متعلق به مایندگیک است.
نام دامنه در دسامبر ۲۰۰۳ از کارآفرین، ریک شوارتز و به مبلغ ۱.۳ میلیون دلار خریداری شد.

## حواشی
در ژانویه 2015، در پی چندین جنجال در مورد جاستین بیبر و رفتار ظاهراً "خارج از کنترل" Men.com یک آگهی اینترنتی منتشر کرد که در آن محبوب ترین بازیگر خود "جانی راپید" از خواننده دعوت کرد تا با او یک صحنه جنسی انجام دهد. 
که به مبلغ 2 میلیون دلار آمریکا قرارداد گزاشته شد.
در ژوئیه 2017، خطی از یک صحنه من.کام          با عنوان "درس های خصوصی" (که بعداً به "در مقابل سالاد من" تغییر نام  شد.)
به یک میم اینترنتی تبدیل شد.

## همچنین نگاه کنید
- بازیگران همجنس‌گرای مرد فیلم‌های پورنو
- لیست استودیوهای فیلم پورن